# José Gutiérrez Guerra
José Manuel Justiniano Gutiérrez Guerra (Sucre, Bolivia; 5 de septiembre de 1869-Antofagasta, Chile; 3 de febrero de 1929), conocido en la historia como El último oligarca fue un economista y político boliviano. Ocupó el cargo de presidente de Bolivia desde el 15 de agosto de 1917 hasta el 12 de julio de 1920.
José Gutiérrez fue nieto de Pedro José Domingo de Guerra, jurista reconocido quien, de igual forma, fue presidente en 1879 y murió cuando aún estaba en funciones de gobierno, tras haber asumido el primer mando de la nación durante la desastrosa guerra del Pacífico.

## Biografía

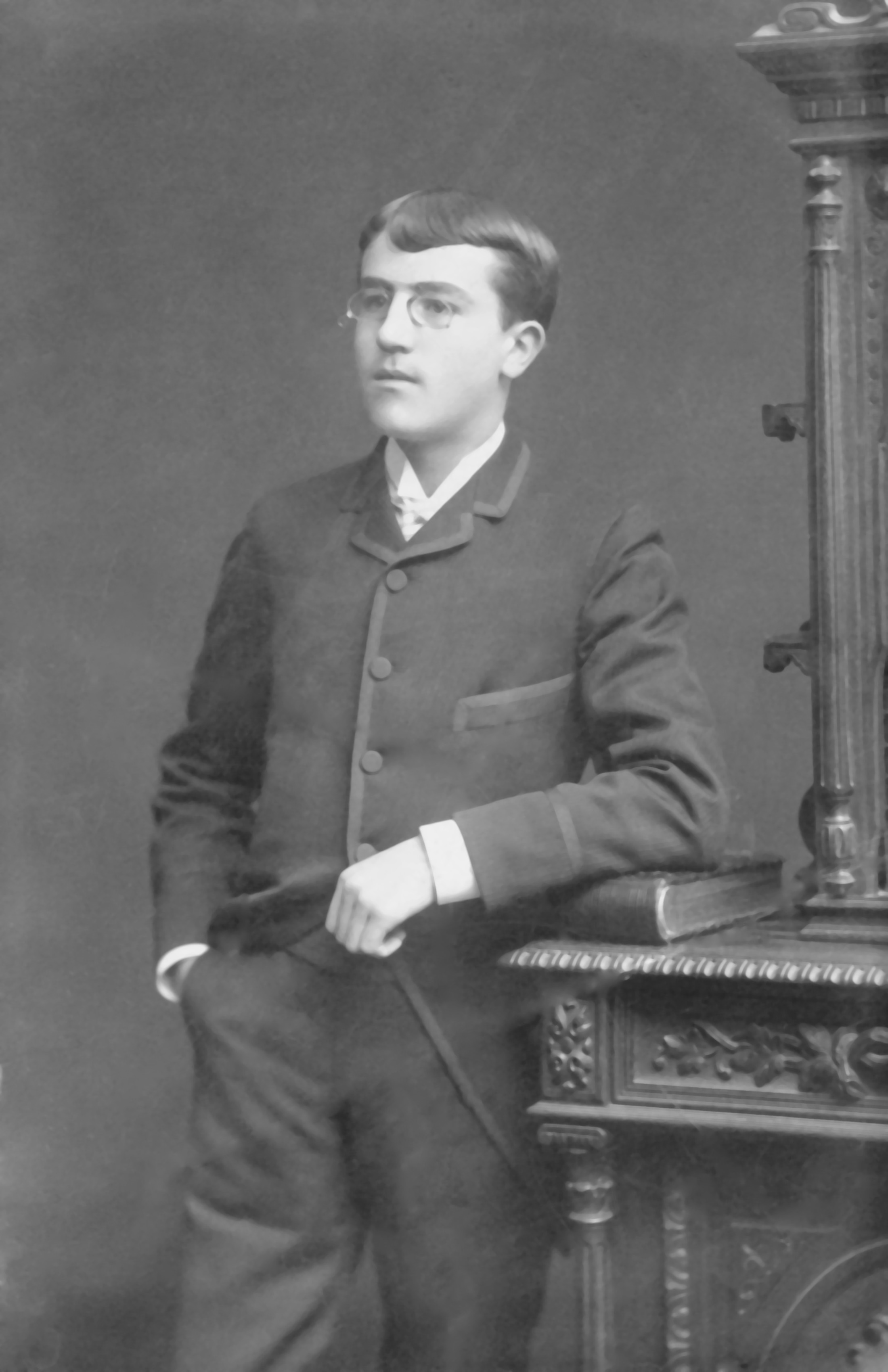
Fotografía de José Gutiérrez Guerra en 1883 a sus 14 años de edad, en Inglaterra, cuando asistió como alumno a Stonyhurst College.

José Gutiérrez Guerra nació el 5 de septiembre de 1869 en la ciudad de Sucre, Bolivia. Descendiente de ilustres familias chuquisaqueñas, portadoras de sangre de la realeza incaica y de los primeros conquistadores del Perú, este hombre carismático fue enviado de niño para recibir la mejor educación posible a Inglaterra, pues estaba emparentado, por vía de su abuela materna, con la emblemática familia del III vizconde de Palmerston, Henry John Temple, quien había sido primer ministro del Reino Unido durante dos ocasiones a mediados del siglo XIX. Luego regresó a Bolivia y trabajó de economista y en la banca.
Por sus antecedentes familiares, encarnaba la «quintaesencia de la aristocracia sucrense» y, en su conducta como hombre público, practicó aquello de que "la nobleza obliga"; ingresó en el campo político casi contra su voluntad en 1914, cuando salió elegido diputado por La Paz. No obstante, su ascenso fue meteórico y fue escogido para suceder a Ismael Montes como candidato del Partido Liberal de Bolivia en las elecciones presidenciales de 1917.

### Presidente de Bolivia (1917-1920)

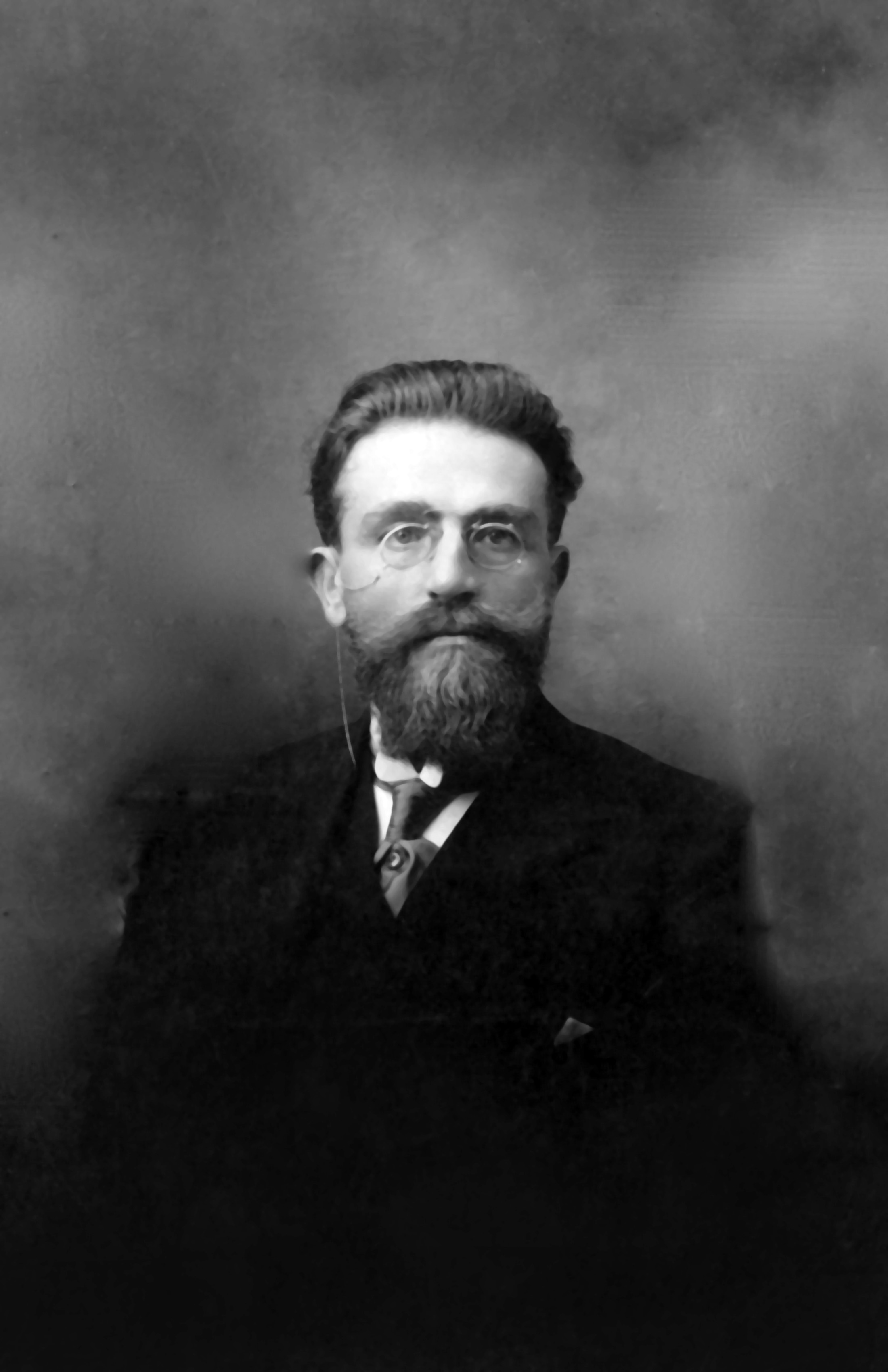
José Gutiérrez Guerra

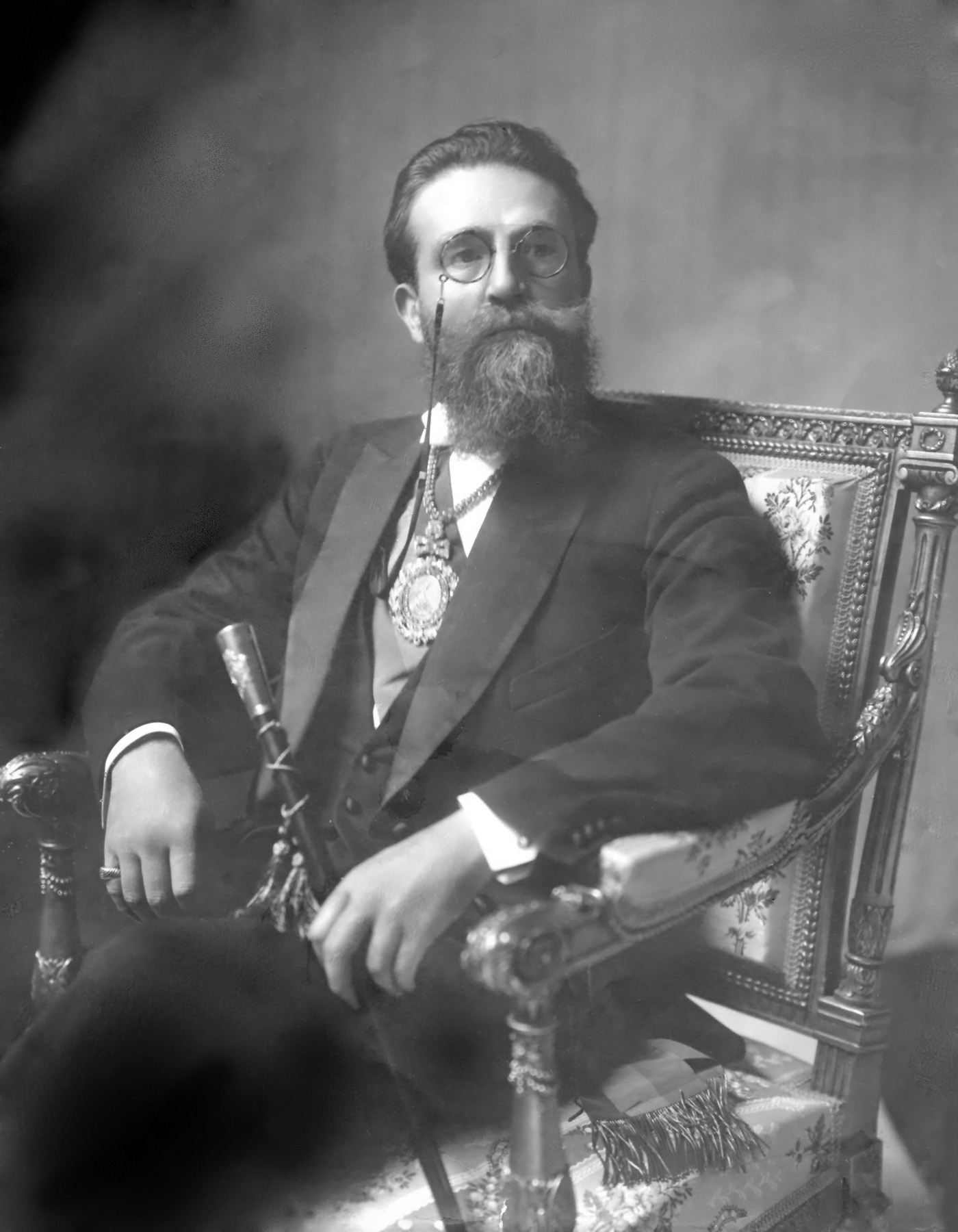
José Gutiérrez Guerra, 1917.

Triunfante en las urnas, accedió al poder en un ambiente cargado de problemas, dada la situación imperante a causa del empeoramiento económico del país y la oposición creciente del recién creado Partido Republicano. El asesinato en 1917 (hecho insólito y jamás explicado) del fundador de ese partido y anterior presidente, José Manuel Pando, erosionaron aún más la popularidad y legitimidad de Gutiérrez Guerra, quien no fue lo suficientemente decisivo para aplacar la ola de críticas de los opositores del régimen, a pesar de que el Congreso había iniciado una investigación oficial de los supuestos delitos y excesos de su precursor y jefe político, Ismael Montes. Más de veinte años continuos de gobierno del Partido Liberal (el periodo más largo por un solo partido en la historia de Bolivia) dejaron fatigados a la mayoría de los bolivianos, quienes se manifestaron en contra de la elite gobernante y sus métodos y le valieron al mandatario de barba pelirroja y ojos verdes penetrantes, en un país de mayoría indígena, el apodo de "El último oligarca".
Todo esto culminó en el golpe de Estado de 1920 en el cual, con apoyo militar, accedió al poder el Partido Republicano bajo el mando de Bautista Saavedra Mallea. Gutiérrez Guerra se refugió en la embajada de los Estados Unidos y luego fue exiliado a Chile, donde pasó sus últimos días; falleció en Antofagasta el 3 de febrero de 1929 a los 59 años de edad.

### Obras de su gobierno

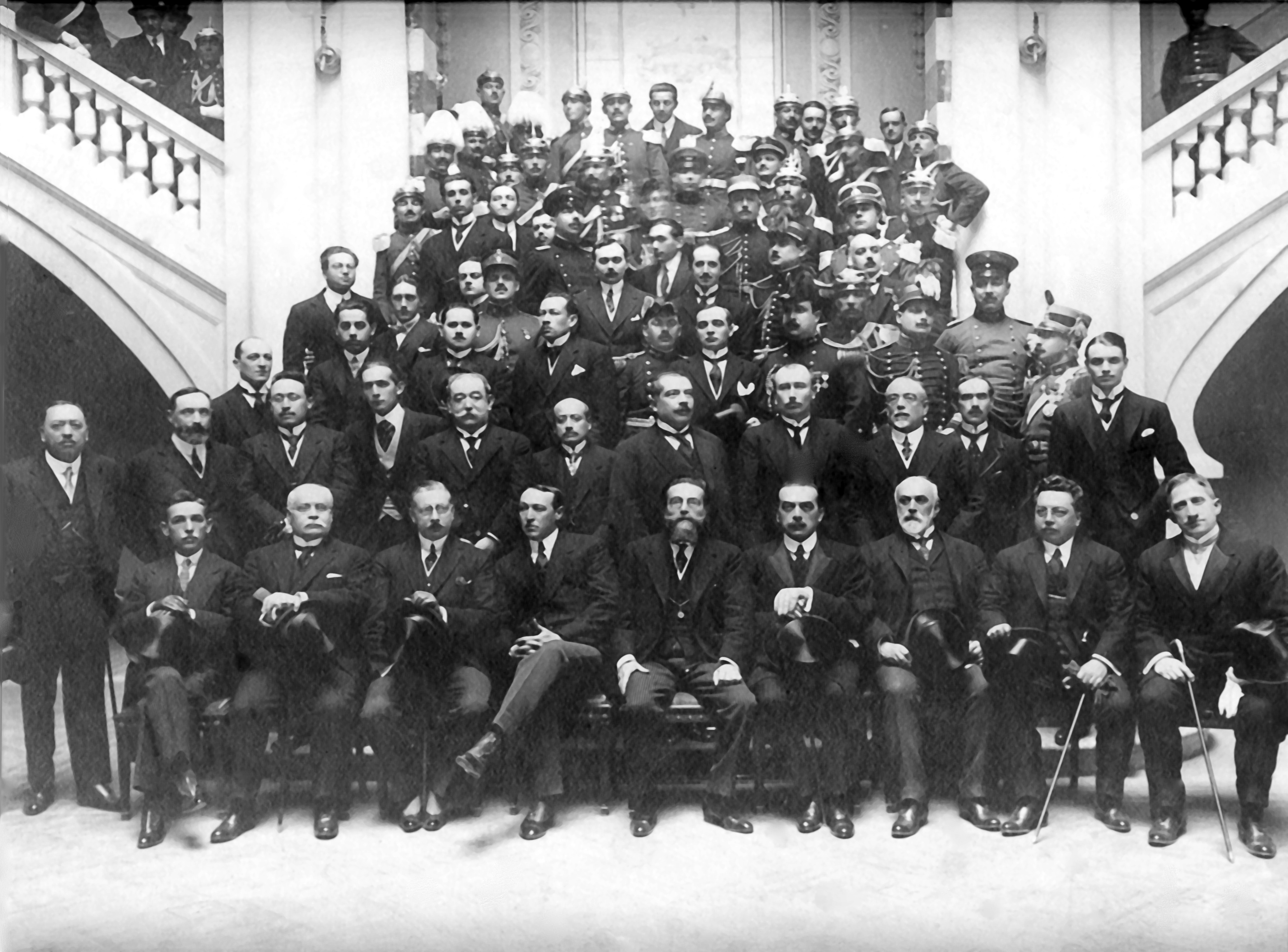
José Gutiérrez Guerra, rodeado de su gobierno en pleno, 1917

Durante su periodo de gobierno se acometieron varias obras, entre las que cabe destacar:
- Se inició la explotación del petróleo en los departamentos de Chuquisaca, Santa Cruz y Tarija, yacimientos dados en concesión a la compañía estadounidense Richmond Levering Co.
- Se inauguró el servicio de aguas potables del Beni y suscribió el contrato para la construcción del alcantarillado de las ciudades de La Paz y Cochabamba.
- Se construyeron los colegios nacionales de Bolívar de Oruro y de Florida de Santa Cruz de la Sierra.
- Se fundó la Escuela Militar de Aviación en el Alto de La Paz (1920).
- Se inauguró el Museo Mineralógico de Oruro.

En el contexto de la Primera Guerra Mundial, Bolivia declaró la guerra al Imperio Alemán.
Entre sus pocas y menos valoradas obras estuvo el impuesto al fraude cometido por la empresa de Simón I. Patiño por el contrabando de 10 000 latas de alcohol provenientes del Perú, el cual causaba un daño económico al Estado. Fue así que debido a este hecho fue apartado del partido liberal, cuya acción le costaría la presidencia por haber sido el primer presidente en multar al barón del estaño.

### Obras escritas
Publicó varios estudios de análisis financiero, entre ellos:
- Cuestiones bancarias (1910).
- La reforma bancaria (1913).